# Dimona
Dimona (tiếng Hebrew: דימונה, tiếng Ả Rập: ديمونة) là một thành phố Israel. Thành phố thuộc quận Nam. Thành phố có diện tích 32,4 km2, dân số năm 2009 là 29.877 người.